# Boulogne Eastern Cemetery
Le Boulogne Eastern Cemetery est un cimetière militaire de la Première et de la Seconde Guerre mondiale situé sur le territoire de la commune de Boulogne-sur-Mer, dans le département du Pas-de-Calais.

## Localisation
Ce vaste cimetière est situé le long du cimetière de l'Est, rue de Dringhen, dans le quartier du Dernier Sou à l'est de la ville.

## Historique
Boulogne était, avec Calais et Dunkerque l’un des trois ports les plus utilisés par les armées du Commonwealth sur le front occidental pendant la Première Guerre mondiale. Devant l'avancée allemande, le port fut évacué fin septembre 1914. Du fait de la stabilisation du front à une soixantaine de kilomètres à l'est, le port fut réinvesti en octobre par les Alliés et fut une importante tête de pont durant toute la guerre, le secteur restant loin des combats.
À partir d'octobre 1914 et durant les quatre années de la guerre, un important hôpital fut installé à Boulogne. Les soldats décédés dans cet hôpital des suites de leurs blessures étaient inhumés dans le cimetière de l'Est, l'un des cimetières de la ville, les tombes du Commonwealth formant une longue bande étroite le long du bord droit du cimetière. Au printemps de 1918, on s’aperçut que l’espace manquait dans le cimetière de l’Est et le site du nouveau cimetière de Wimille fut choisi. Pendant la Seconde Guerre mondiale, les hôpitaux sont de nouveau implantés à Boulogne en mai 1940. Les Allemands s'emparent de la ville à la fin du mois, elle reste entre leurs mains jusqu'à sa reprise par les Canadiens le 22 septembre 1944.

## Caractéristique
Le cimetière militaire de Boulogne contient 5 577 sépultures du Commonwealth de la Première Guerre mondiale et 224 de la Seconde Guerre mondiale. Il y a également une tombe d'un soldat allemand et un carré de soldats portugais.

## Sépultures
| Pays             | Sépultures |
| ---------------- | ---------- |
| Royaume-Uni      | 4 906      |
| Canada           | 459        |
| Australie        | 310        |
| Afrique du Sud   | 15         |
| Nouvelle-Zélande | 75         |
| Pologne          | 11         |
| Inde             | 5          |
| Total            | 5 781      |

## Galerie

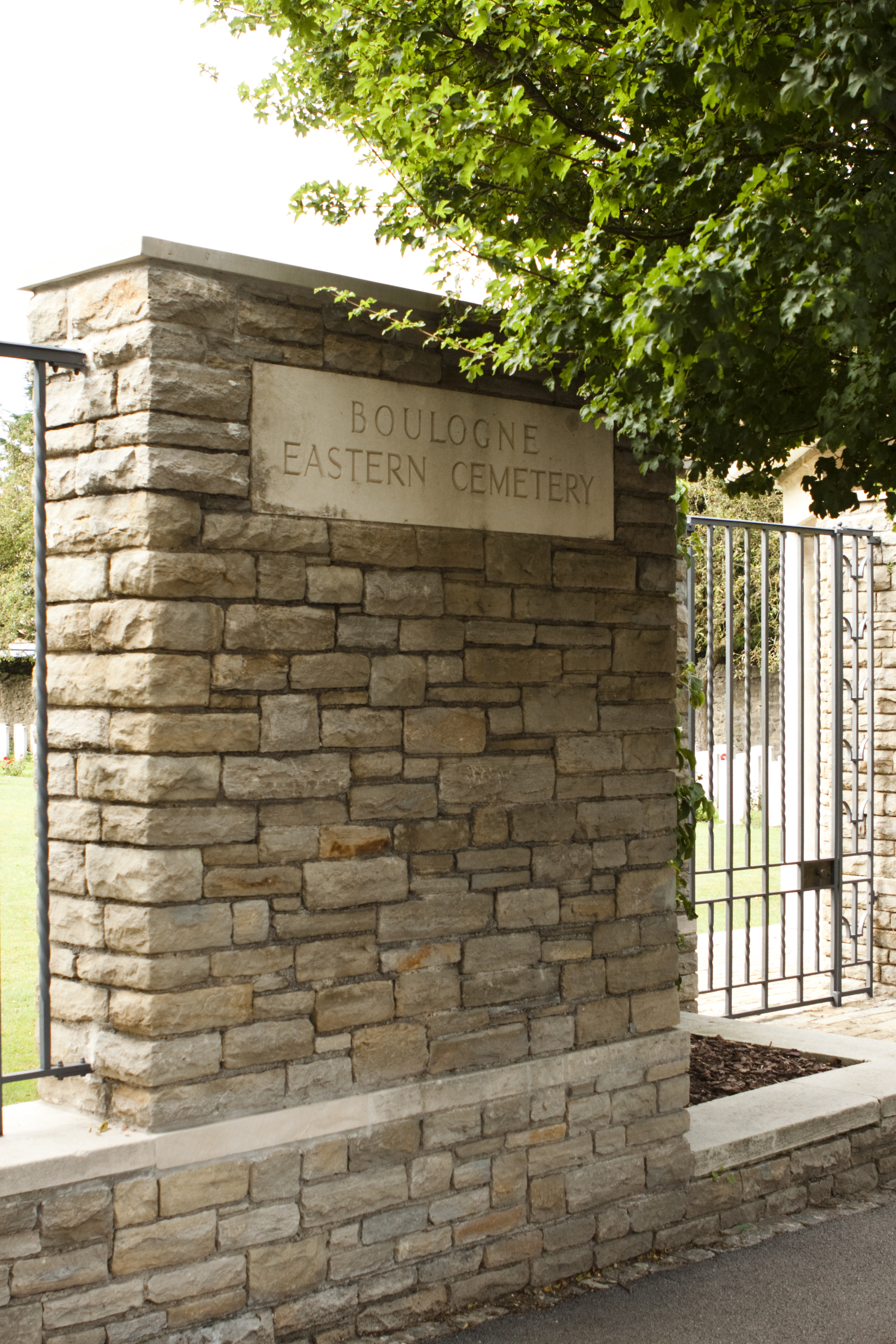
Entrée du cimetière.
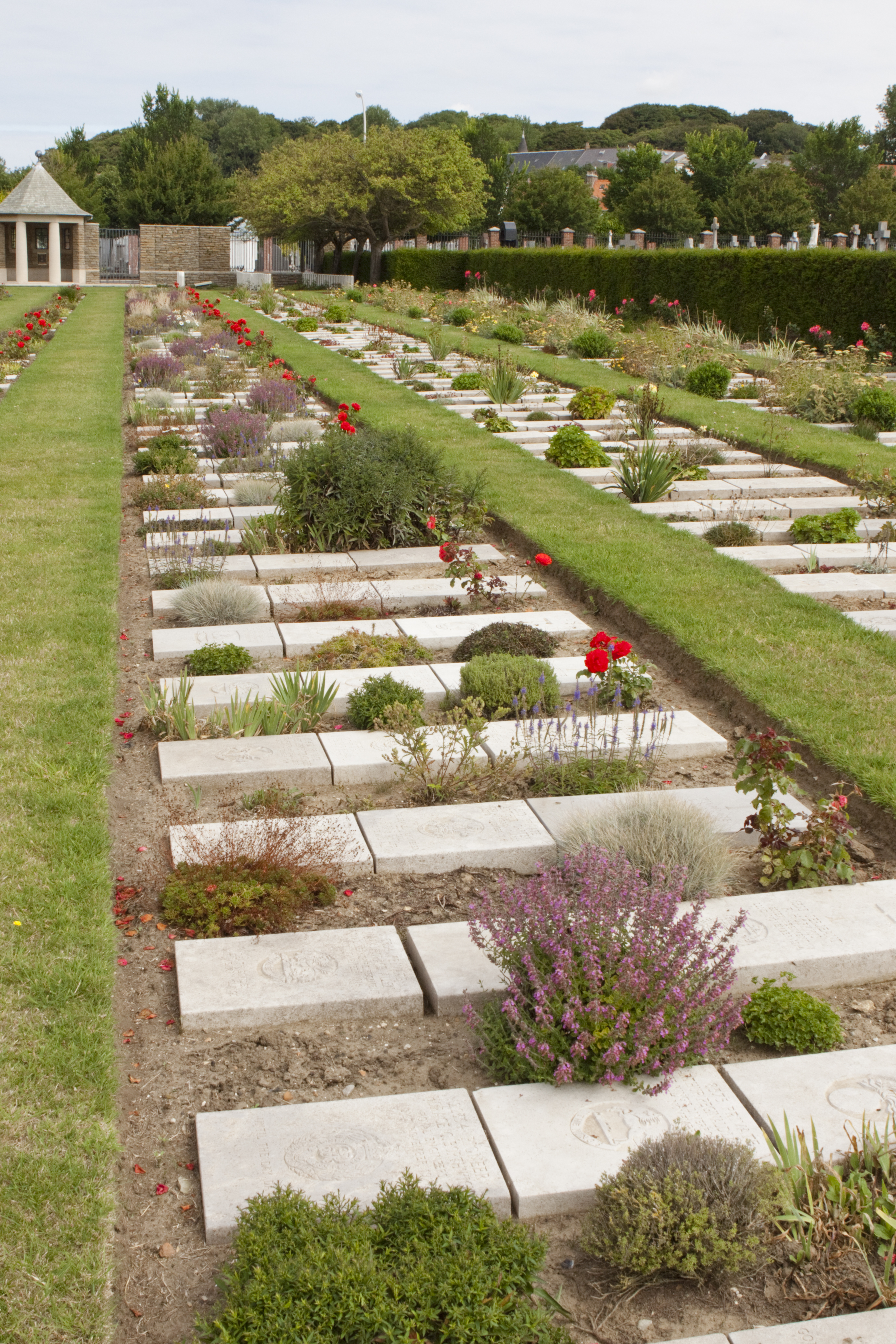
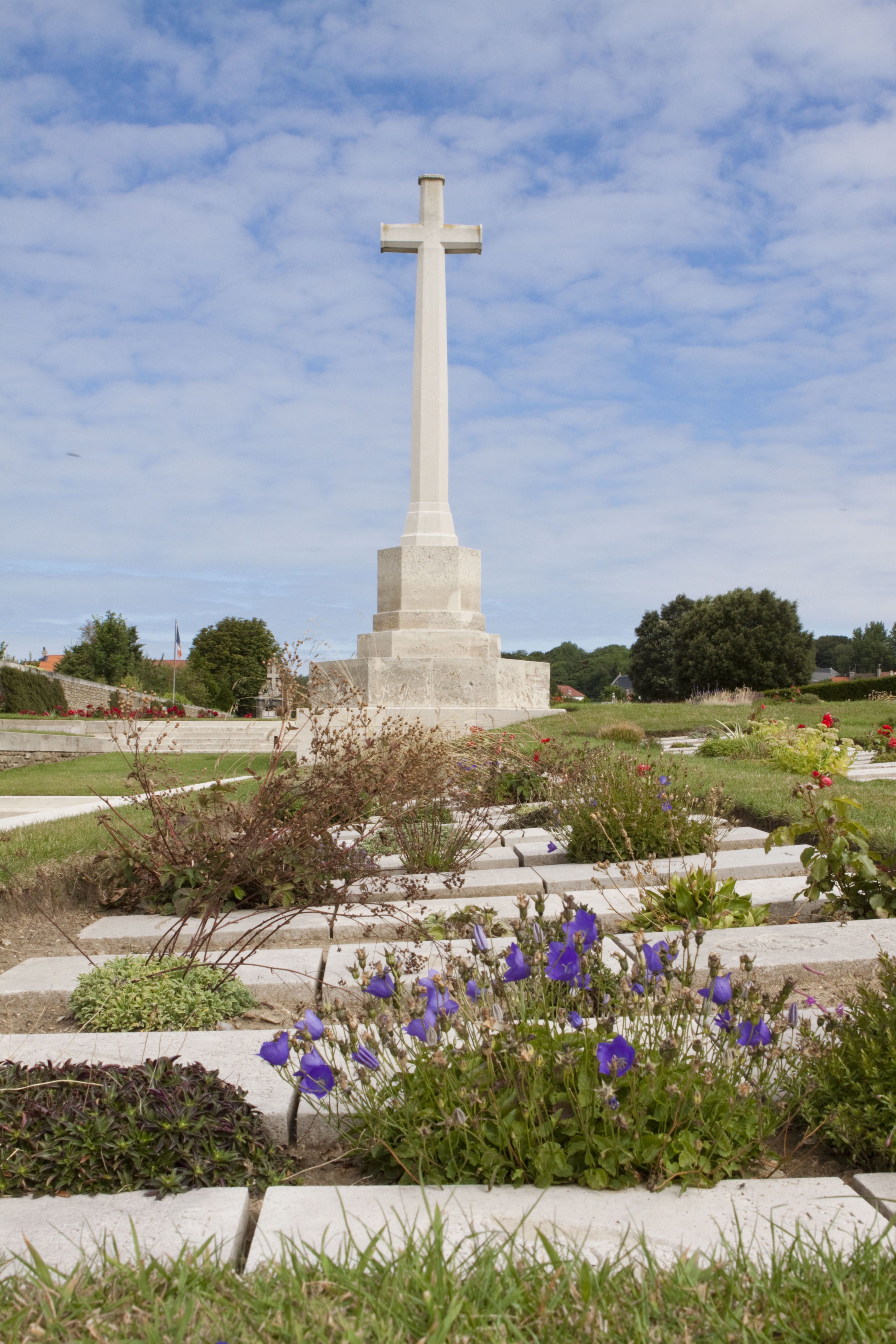
La croix sacrifice.
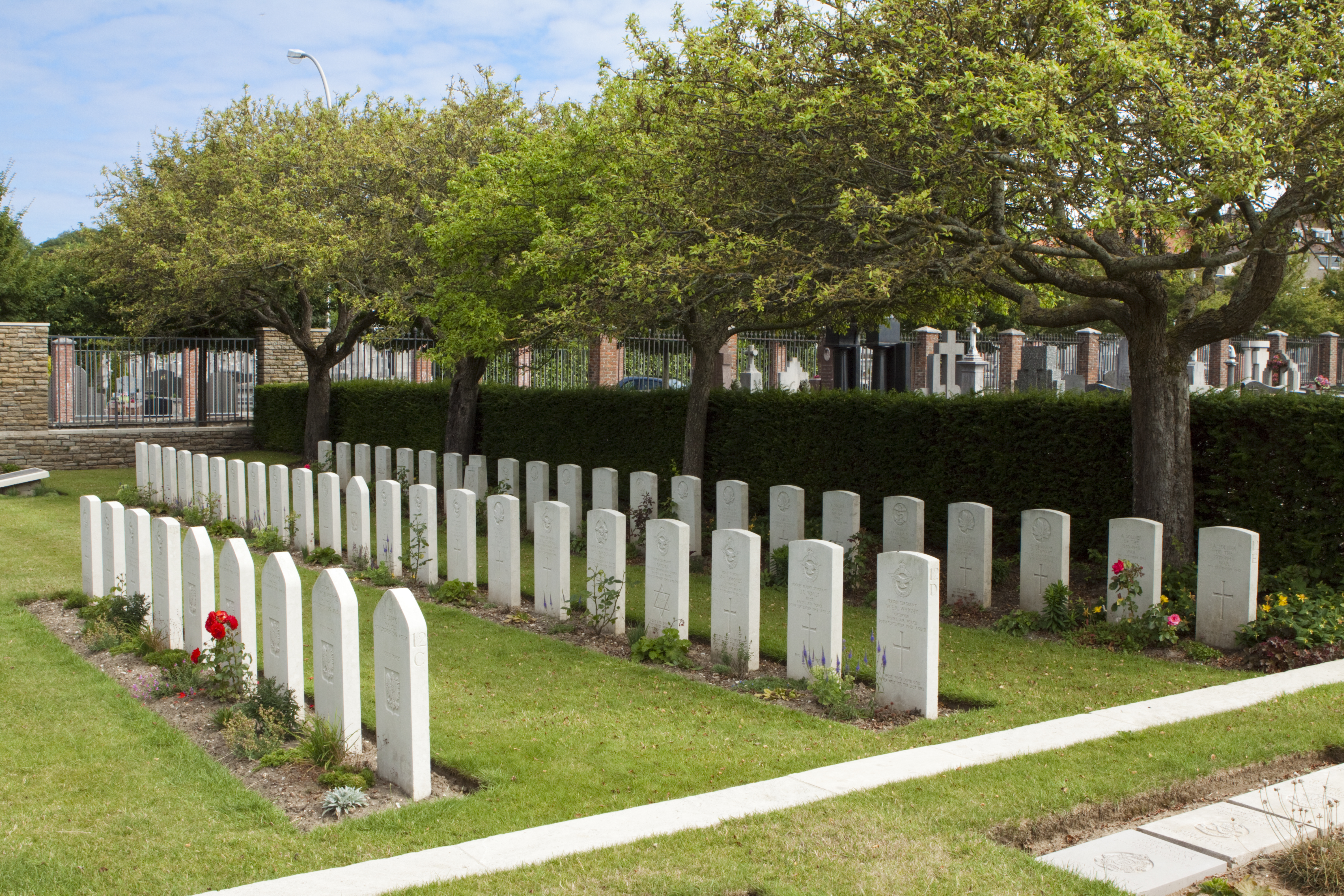
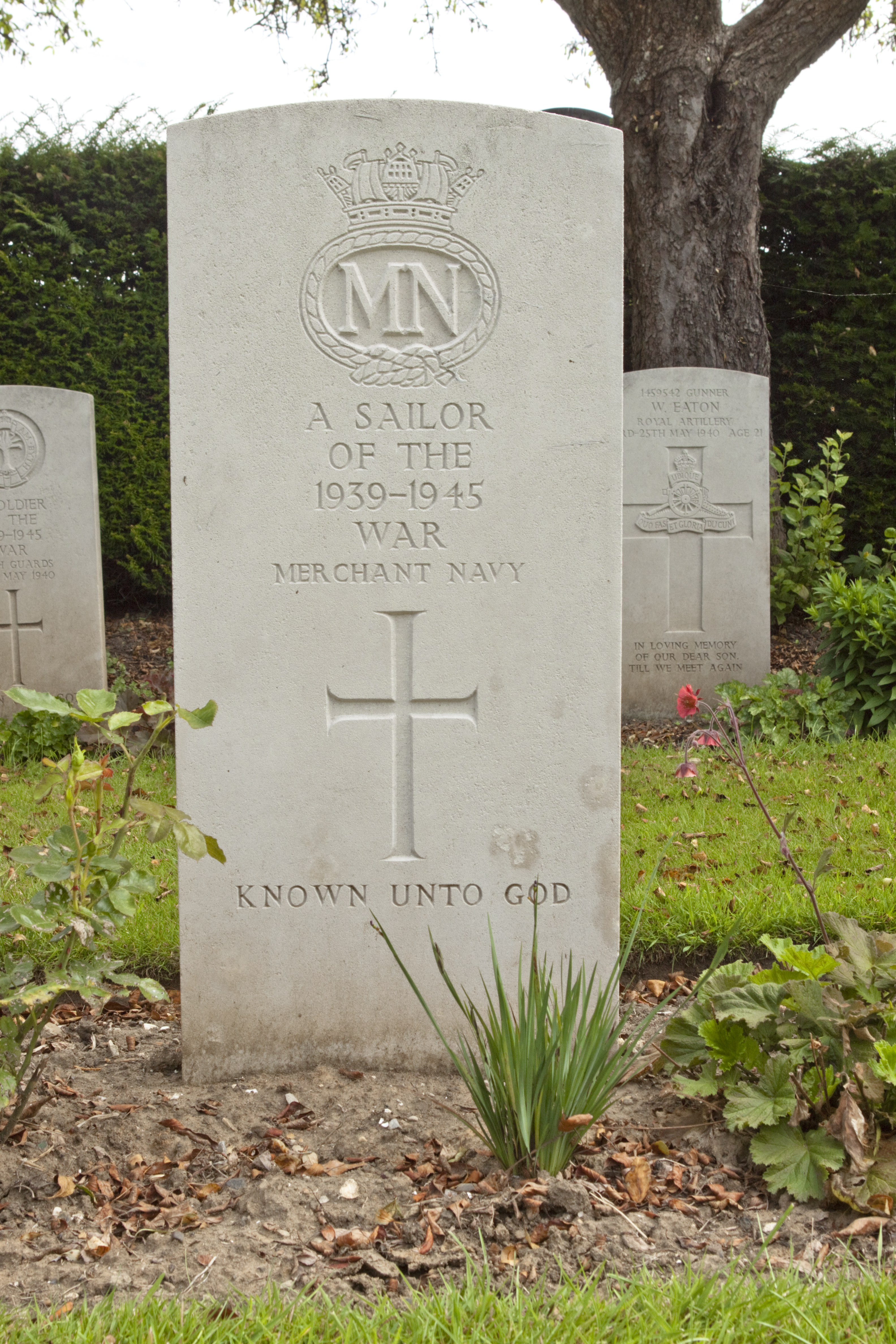
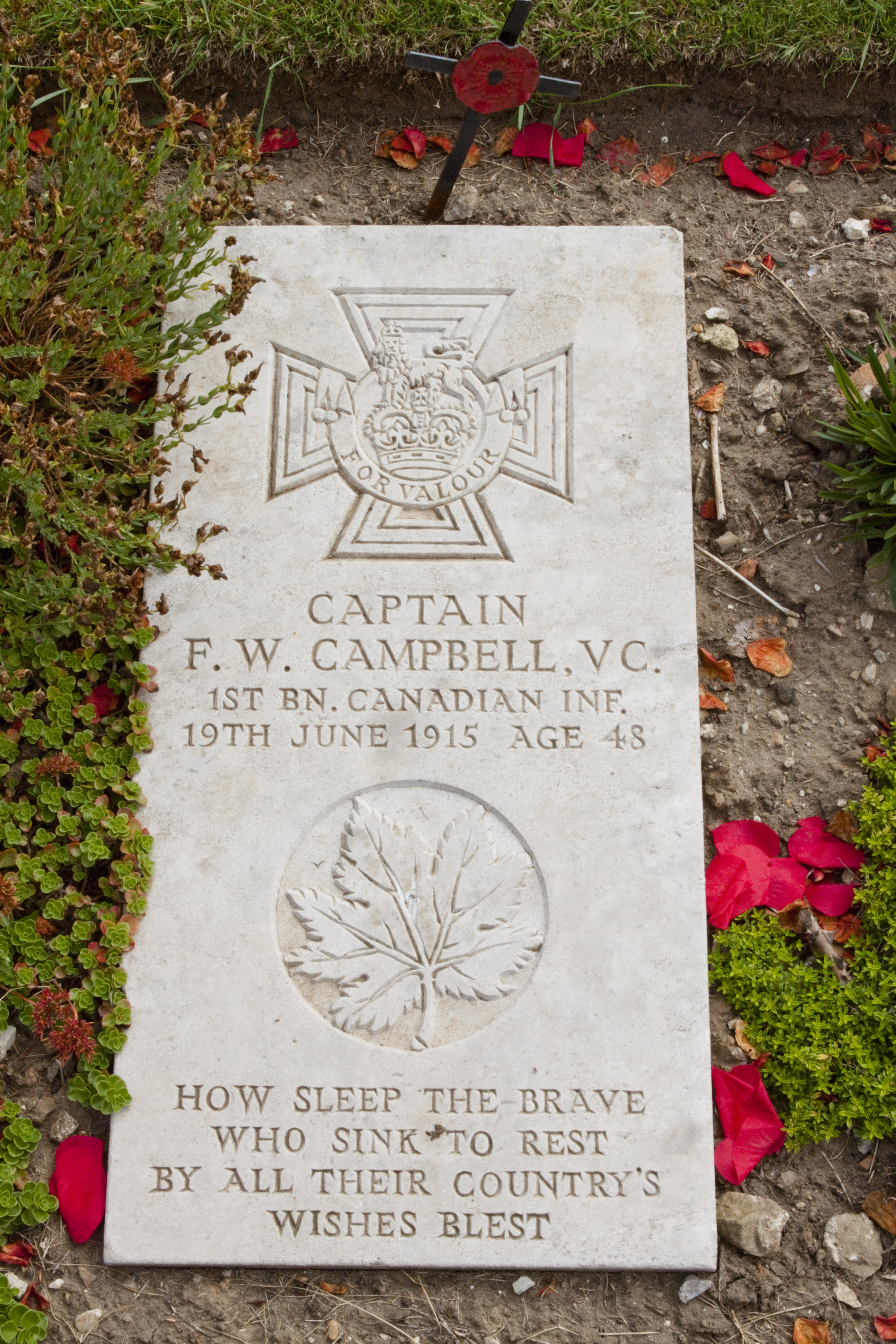

## Pour approfondir